# Gnathanacanthus goetzeei
Gnathanacanthus goetzeei Bleeker, 1855 è un pesce osseo marino, unica specie appartenente alla famiglia Gnathanacanthidae.

## Descrizione
Il corpo è privo di scaglie e la pelle è liscia con solo qualche tubercolo osseo. Le pinna dorsale sono due, la prima posta molto avanti sul capo con sette raggi spiniformi, la seconda con tre raggi spinosi e 10/11 raggi molli. La pinna anale ha tre raggi spinosi e 8/9 raggi molli. I raggi spinosi delle pinne hanno ghiandole velenifere.
Raggiunge una taglia massima di 30 cm.

## Distribuzione e habitat
È endemico dell'Australia meridionale e occidentale. Vive in acque costiere su fondi rocciosi e algosi.

## Biologia
Quasi ignota. È una specie bentonica.